# Basilika Unserer Lieben Frau von Lourdes (Poondi)

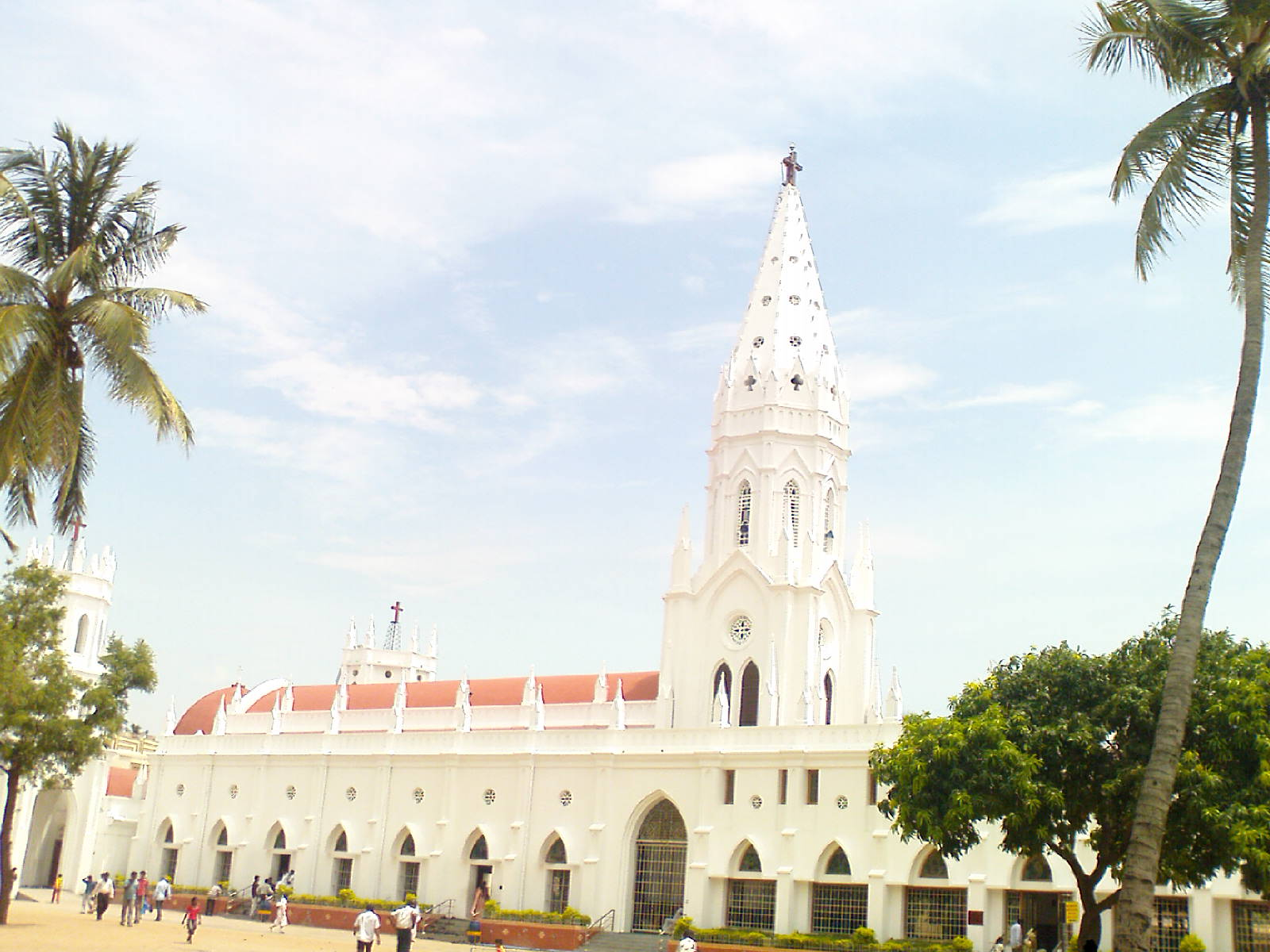
Basilika Unserer Lieben Frau von Lourdes

Die Basilika Unserer Lieben Frau von Lourdes oder Poondi Madha Basilica ist die Kirche eines römisch-katholischen Pilgerzentrums in Indien. Die Basilika im Weiler Poondi liegt zwischen den Flüssen Kaveri und Colleroon und gehört zum Bistum Kumbakonam und zum südlichen Bundesstaat Tamil Nadu.

## Geschichte

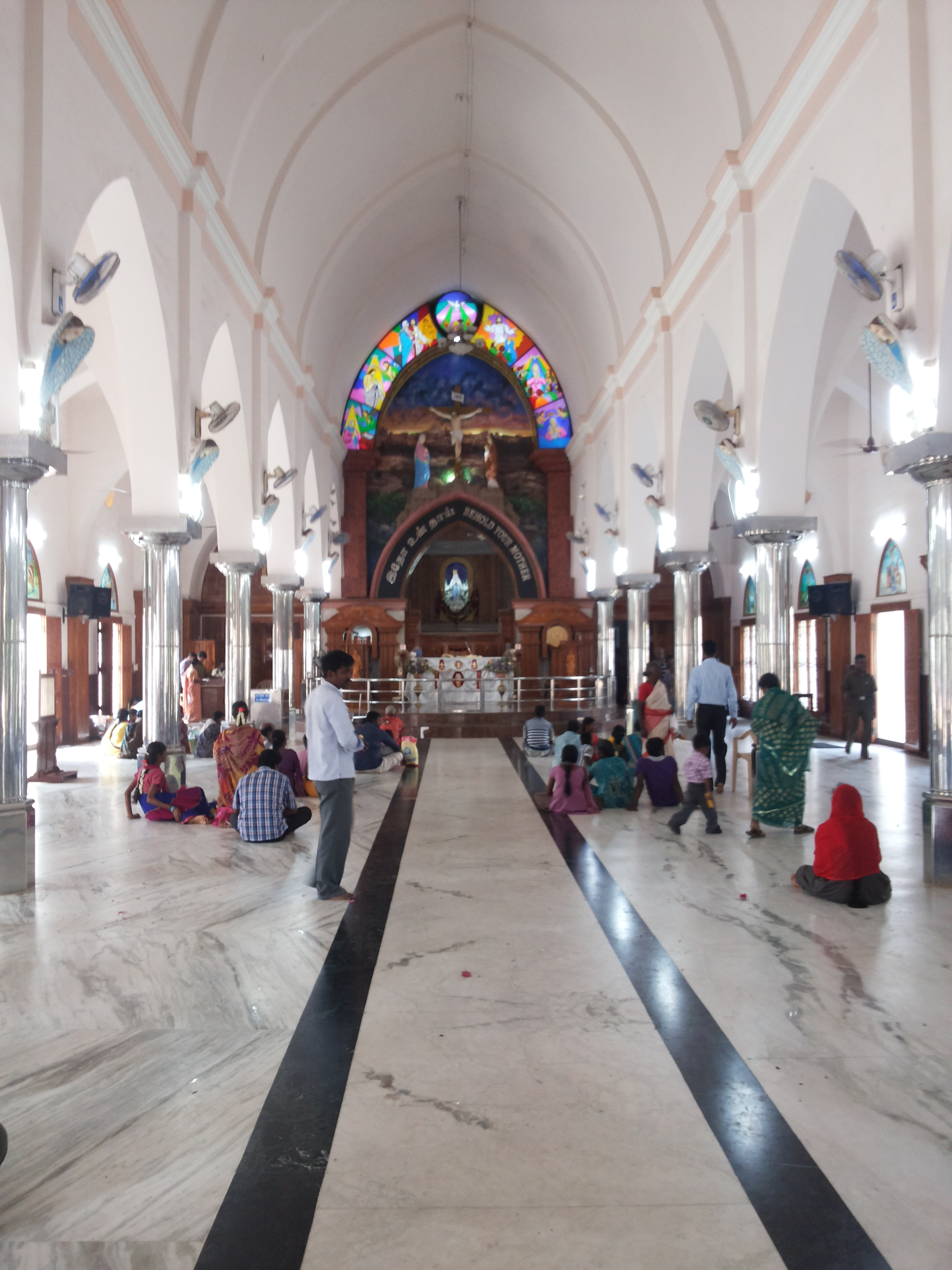
Innenraum der Basilika

Die Kirche wurde von 1714 bis 1718 errichtet durch den bedeutenden italienischen Jesuitenmissionar Constantine Joseph Beschi (1680–1742), bekannt als Veeramamunivar. Der Pfarrer Lourdes Xavier setzte 1955 die für den Erhalt dringend notwendige Dachreparatur des Mittelteils um. Am 3. August 1999 wurde die Kirche durch Papst Johannes Paul II. zur Basilica minor erhoben.

## Architektur
Der Baustil der Kirche ist eine Mischung aus französischer Architektur und gotischen Elementen, dazu kommen Einflüsse von Hindutempeln. An der Fassade oberhalb der Kirchentüre stehen Statuen der Apostel sowie von Franz Xaver und Constantine Joseph Beschi. Die Kirche besitzt eine Kreuzreliquie. Weiterhin brachte Bruder Darres eine Marienstatue aus Frankreich nach Indien, verehrt als Frau von Poondi.